# Seiffen/Erzgeb.

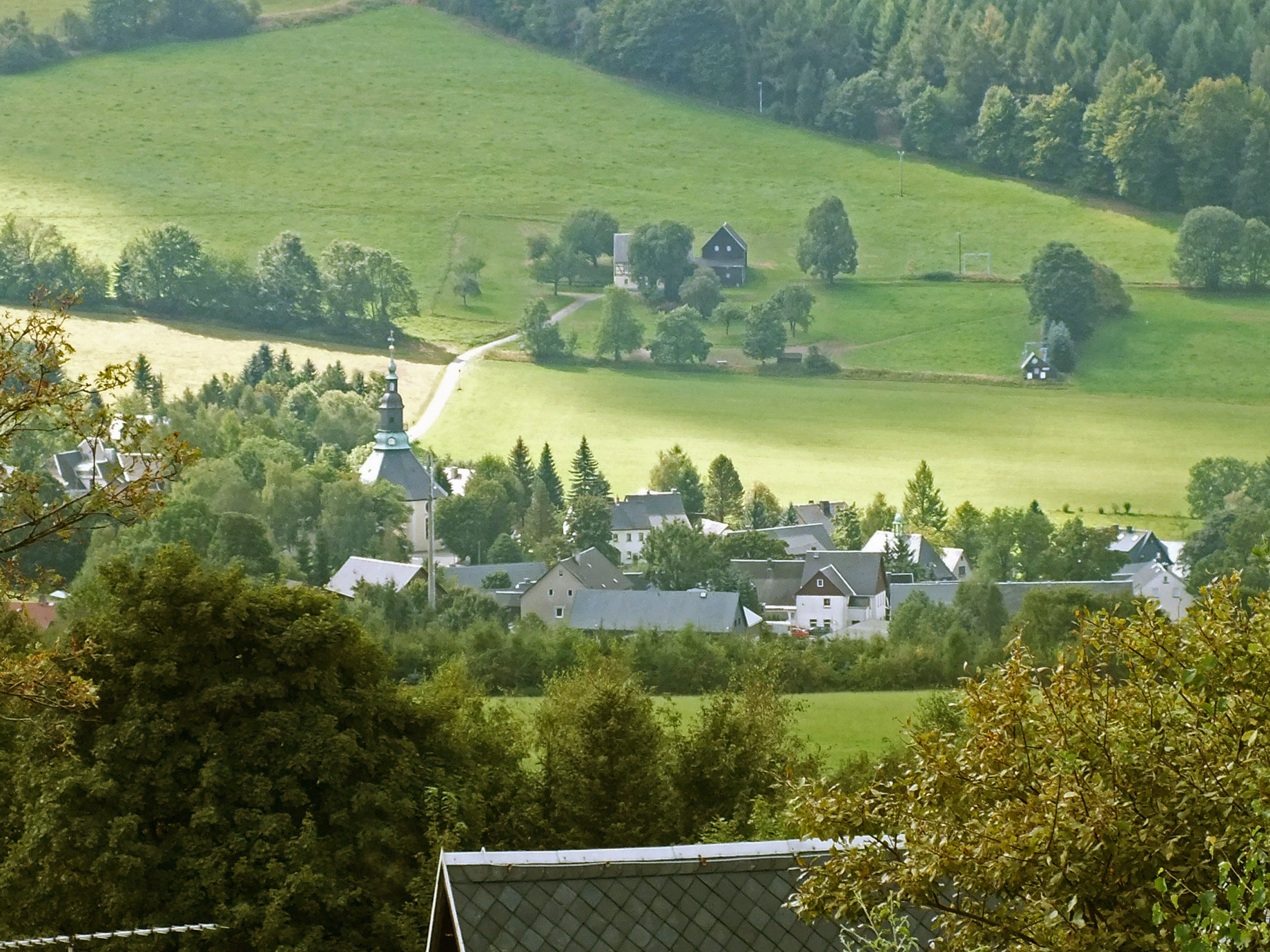
Seiffen vom Schwartenberg aus

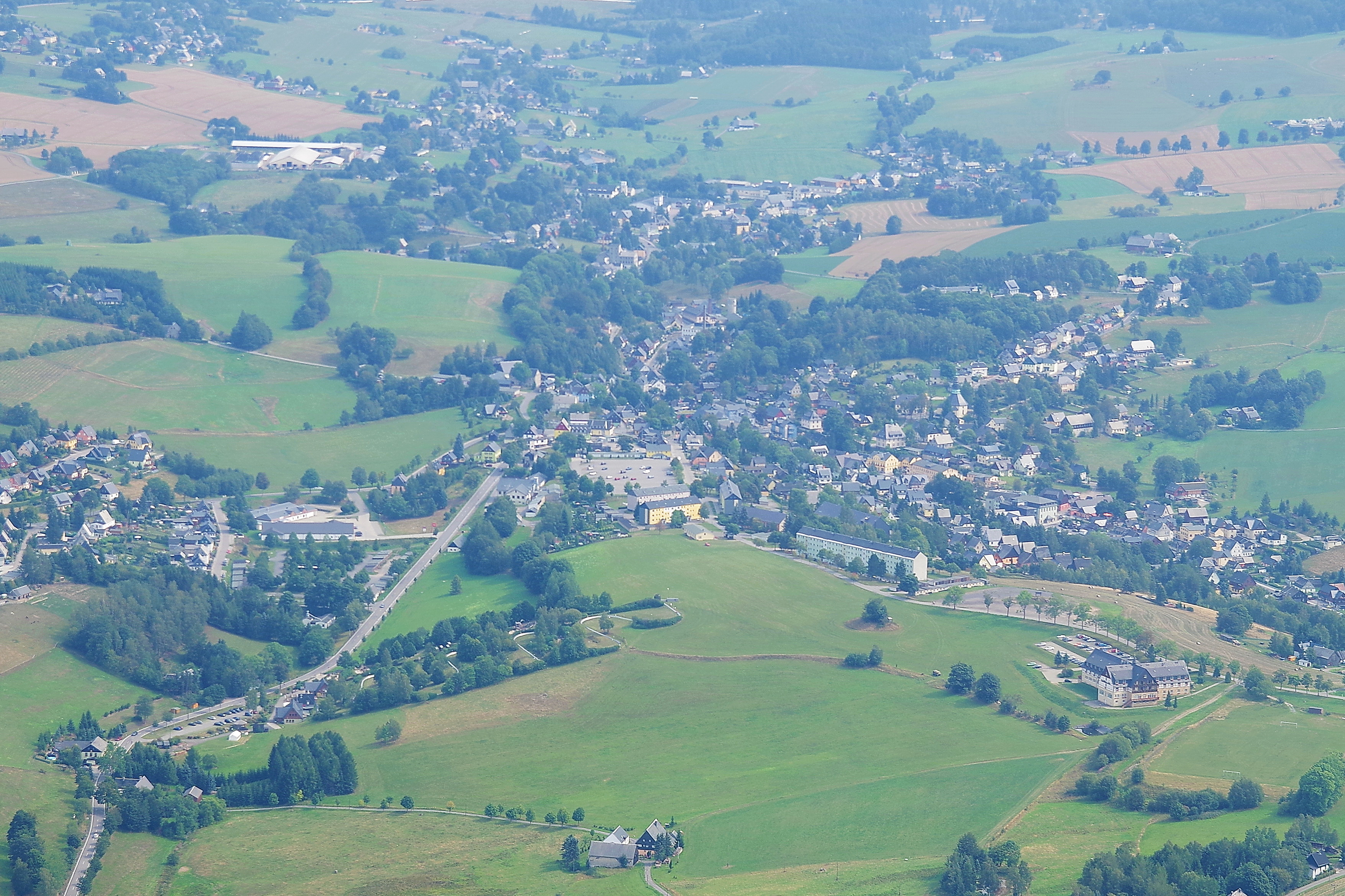
Luftaufnahme von Seiffen

Seiffen/Erzgeb. (amtlich für Seiffen/Erzgebirge, ab 1939 Seiffen im Erzgebirge, seit 1956 Kurort Seiffen) ist eine Gemeinde im sächsischen Erzgebirgskreis in Deutschland. Sie ist ein staatlich anerkannter Erholungsort und bekannt für ihre Spielzeugmacher und deren Schauwerkstätten. Das erzgebirgische Seiffen trägt deshalb den Beinamen Spielzeugdorf.

## Geografie

### Lage
Der Kurort Seiffen befindet sich 60 Kilometer südöstlich von Chemnitz nahe der Grenze zu Tschechien. Mit einer Höhenlage von 650 bis 700 Metern über Normalnull liegt das Spielzeugdorf fast auf dem Erzgebirgskamm.

### Gemeindegliederung
- Seiffen
- Bad Einsiedel
- Heidelbach (nur die ehemalige Glashütte)
- Heidelberg
- Niederseiffenbach (teilweise: Seiffen-Grund und Wettinhöhe)
- Oberseiffenbach
- Steinhübel

## Geschichte

### Seiffen

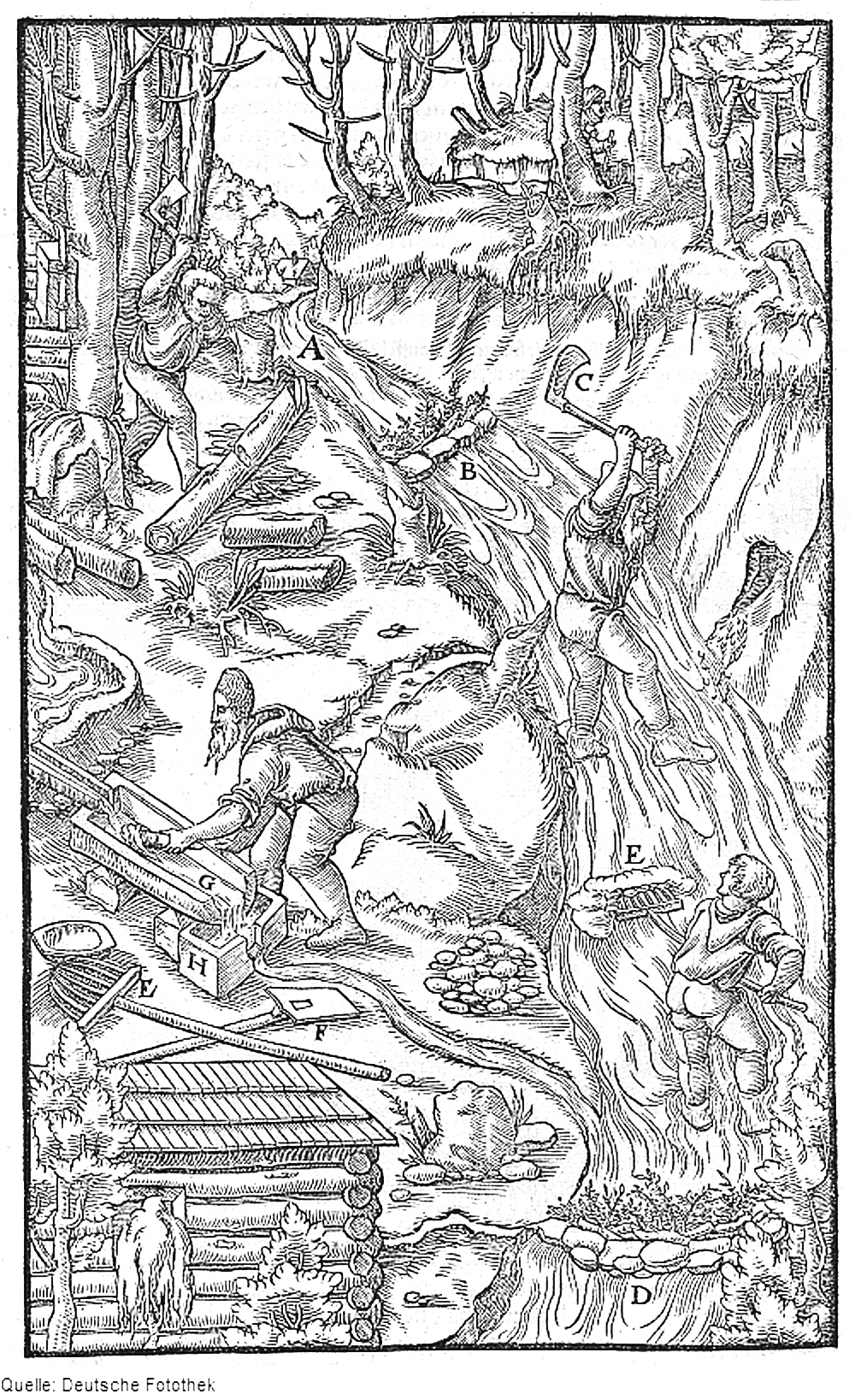
Gewinnung von Zinn, Darstellung von Georgius Agricola (1580)

Die Ursprünge des Ortes gehen auf den Zinnbergbau zurück. Vermutlich stießen Zisterzienser aus dem böhmischen Kloster Osek im Zuge der Erschließung des Erzgebirges im 13. Jahrhundert auf eine zinnhaltige Seifenlagerstätte im Bereich des Seiffenbaches und begannen mit dem Abbau. Dazu wurden die Gerölle des Baches ausgewaschen, wozu die leichten erdigen und sandigen Bestandteile weggespült wurden, während die schweren Zinnsteinkörner („Graupen“) zurückblieben und aufgesammelt werden konnten.
In einer 1324 für die Burg Sayda und die Burg Purschenstein ausgestellten Lehnsurkunde werden erstmals Cynsifen genannt. Es ist davon auszugehen, dass damals bereits eine Ansiedlung der Zinnseifner bestand, deren Existenz jedoch erst 1451 in einem Lehnsbrief als Czenseyffen zweifelsfrei belegt wird.
In der zweiten Hälfte des 15. Jahrhunderts begann die Zinngewinnung aus dem festen Gestein. Im Mittelpunkt des Abbaus stand dabei eine stockförmige Lagerstätte, die auf einer Fläche von etwa 9 Hektar und bis in eine Tiefe von etwa 30 Metern eine große abbauwürdige Erzmasse darstellte. Der Zinnstock befand sich etwa 100 Meter östlich der heutigen Seiffener Kirche. An diesen Zinnstock schlossen sich in südliche und südöstliche Richtung noch mehrere Gänge an, die neben Zinn auch Arsenkies, Kupferkies und Roteisenerz enthielten. Der Zinngehalt betrug im Zinnstock bis zu 1,4 Prozent, in den Erzgängen bis zu 2,9 Prozent.
Für den Abbau aus dem Festgestein kamen sowohl Tiefbau als auch Tagebau zur Anwendung. Vortrieb und Abbau erfolgten u. a. mittels Feuersetzen, wovon Spuren an den beiden Bingen Neuglück und Geyerin zeugen, die durch den Tagebaubetrieb des Seiffener Zinnstocks entstanden.
1480 erhielt der auf Schloss Purschenstein sitzende Grundherr Kaspar von Schönberg das Recht, die Zinnbergwerke im Rahmen des niederen Bergregals selbst zu verleihen. Zur Regelung der Bergbaugeschäfte setzten die von Schönbergs einen Bergmeister ein.
Der Bergbau wurde überwiegend von Eigenlehnern durchgeführt, d. h. von selbstständigen Bergleuten, welche ihre kleinen Gruben weitgehend allein auf Gewinn und Verlust betrieben. Der Abbau war jedoch wenig profitabel, so dass der Bergbauort Seiffen nur langsam wuchs. Im Jahr 1486 hatte der Ort 65 Einwohner mit ihren Familien in 13 Häusern, 1542 waren es 58 Einwohner und 1551 waren es bereits 146 Ansässige.
In der zweiten Hälfte des 16. Jahrhunderts setzte ein langsamer Aufschwung des Bergbaus ein. Ab 1550 begannen die Knappen mit dem Vortrieb des etwa 600 Meter langen Johannisstollns, der den Zinnstock unterfuhr und entwässerte und noch weiter ins Gebiet der Zinngänge getrieben wurde. Damit verbesserten sich die Abbaubedingungen. 1560 gab es im Tal des Seiffenbaches 8 Pochwerke, die das zinnhaltige Gestein vor der Verhüttung zerkleinerten. 1573 wurden 73 Zentner erschmolzenes Zinn registriert. Die beiden Hauptförderorte, die Tagebaubereiche der Bingen Neuglück und Geyerin werden 1570 bzw. 1593 erstmals genannt.
Im Jahre 1600 richteten die von Schönbergs wegen der inzwischen gestiegenen Bedeutung des Erzabbaus ein Vasallenbergamt ein. Etwa zur gleichen Zeit wurde auch der Heidengraben als Kunstgraben angelegt, um Wasser aus dem Einzugsgebiet der Schweinitz zu den Seiffener Pochwerken und Erzwäschen zu leiten.
Die Einwohnerzahl des Bergortes wuchs bis 1618 auf 240 Menschen. Der wachsende Ort, der kirchlich seit 1539 zur Parochie Neuhausen gehörte, erhielt um 1570 eine Bergkapelle. Die Seiffener Schule wurde 1620 erstmals erwähnt.
Im Zuge des Dreißigjährigen Krieges kamen ab 1635 böhmische Exulanten nach Seiffen. Damit wuchs die Einwohnerzahl weiter, bis 1660 auf 380 Menschen. Mit der wachsenden Einwohnerzahl stieg der Druck auf dem Arbeitsmarkt, da nicht alle neuen Seiffener im Bergbau Lohn und Brot finden konnten. Ein Teil der Einwohner wandte sich (gezwungenermaßen) der Holzverarbeitung als Haupterwerb zu. Als Nebenerwerb wurde in Seiffen Holz schon im 16. Jahrhundert u. a. zu Schüsseln und Schaufeln verarbeitet. Dies bezeugt die Holzordnung für das Purschensteiner Gebiet von 1588. 1650 und 1655 wurden nun erstmals ansässige Holzdrechsler urkundlich genannt, die Gebrauchsgegenstände wie Teller, Knöpfe, Spindeln u. ä. herstellten.
Dennoch blieb Seiffen weiterhin ein Bergbauort. In der ersten Hälfte des 18. Jahrhunderts erlebte der Zinnabbau seinen Höhepunkt. Eine Auswertung der Kaufbücher gibt an, dass zwischen 1705 und 1755 etwa 90 Prozent der Berufsangaben einen Bergbaubezug haben, neben Bergleuten wurden hier u. a. Geschworene (höherer Bergwerksbeamter), Schmelzer und Schmiede, aber nur drei Drechsler genannt. Die Zinnausbeute der Seiffener und Heidelberger Gruben belief sich 1725 auf 400 Zentner, 1729 auf 300 und 1730 sogar auf 508 Zentner. In die Zeit des bergbaulichen Aufschwungs fiel auch der Bau der zweiten Seiffener Schule im Jahr 1722.
Die Zinnausbeute ebbte nach 1750 aufgrund der Erschöpfung der Lagerstätte stark ab. 1772 wurde ein Ausbringen von nur noch 16–18 Zentnern registriert. Mit dem Niedergang des Bergbaus entwickelte sich nun die Holzbearbeitung in stärkerem Maße. Die wirtschaftliche Not zwang die Bergleute, sich dem Drechseln zuzuwenden. Die ehemals über 30 wassergetriebenen Pochwerke wurden stillgelegt und teilweise zu Drehwerken für Drechseleien umgerüstet. Ein 1760 fertiggestelltes Wasserkraftdrehwerk blieb erhalten und kann im Erzgebirgischen Freilichtmuseum besichtigt werden. Neben den Produktionsstätten bildete sich auch das entsprechende Verlagssystem heraus.

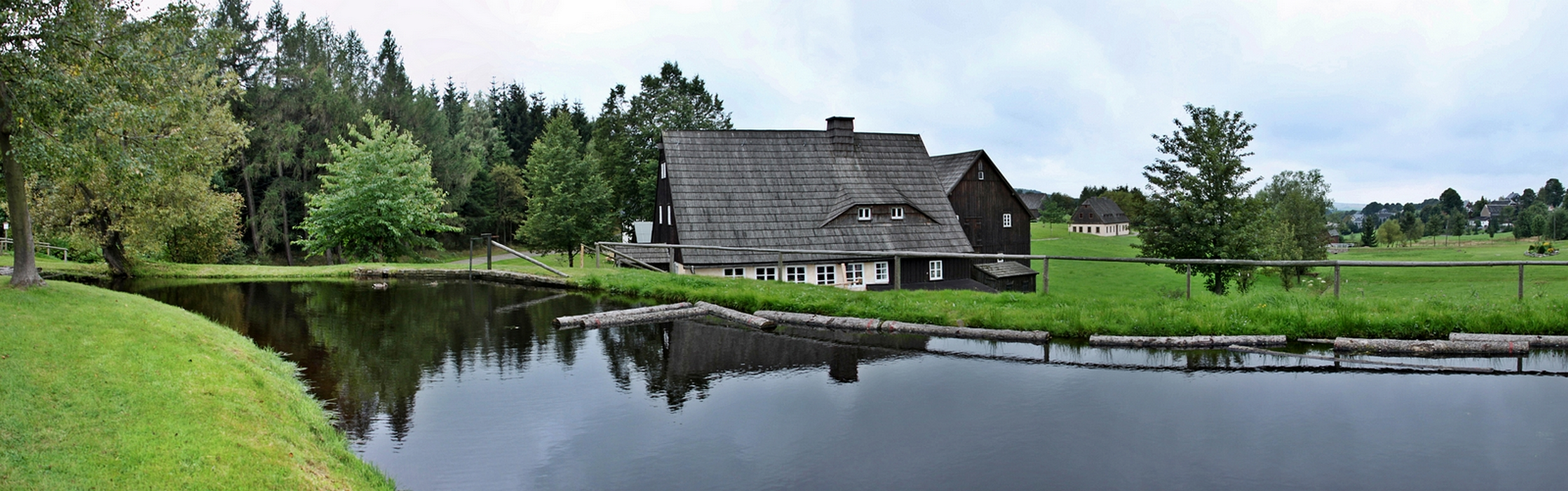
Blick auf das historische Wasserkraftdrehwerk („Preißlersches Wasserkraft-Drehwerk“) im Erzgebirgischen Freilichtmuseum. Das 1758/60 erbaute Gebäude ist das älteste original erhaltene Drehwerk in Seiffen. Das Anwesen beherbergt seit über 100 Jahren das Handwerk des Reifendrehens. Die dafür benötigten Fichtenstämme wurden in dem Teich gelagert, da sie sich in nassem Zustand am besten bearbeiten ließen. Zugleich trieb das Wasser ein oberschlächtiges Wasserrad, das die Säge und die Drehbänke der Drechselei antrieb.

Bereits frühzeitig wurde dabei neben Gebrauchsgegenständen auch Spielzeug hergestellt. Ab 1760 wurde „Seiffener Ware“ über die Handelsplätze Nürnberg und Leipzig europaweit gehandelt, ab 1784 auch nach Übersee exportiert. Die Seiffener Holzprodukte konnten sich gegenüber den Erzeugnissen anderer Spielzeugzentren rasch durchsetzen, da sie wegen des niedrigen Lohnniveaus im Erzgebirge günstig und zudem in großer Sortimentsvielfalt massenweise produziert werden konnten.

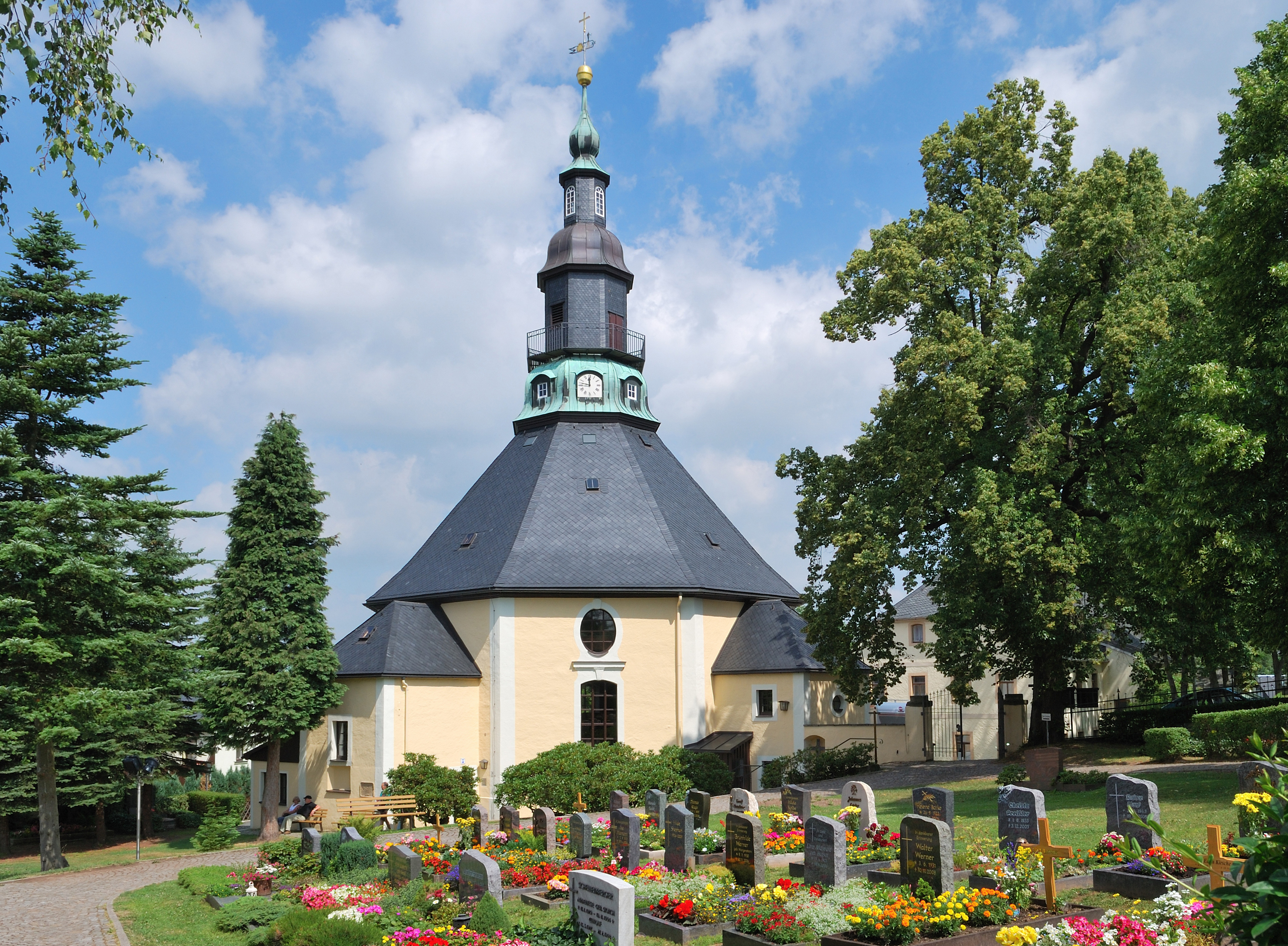
Seiffener Kirche

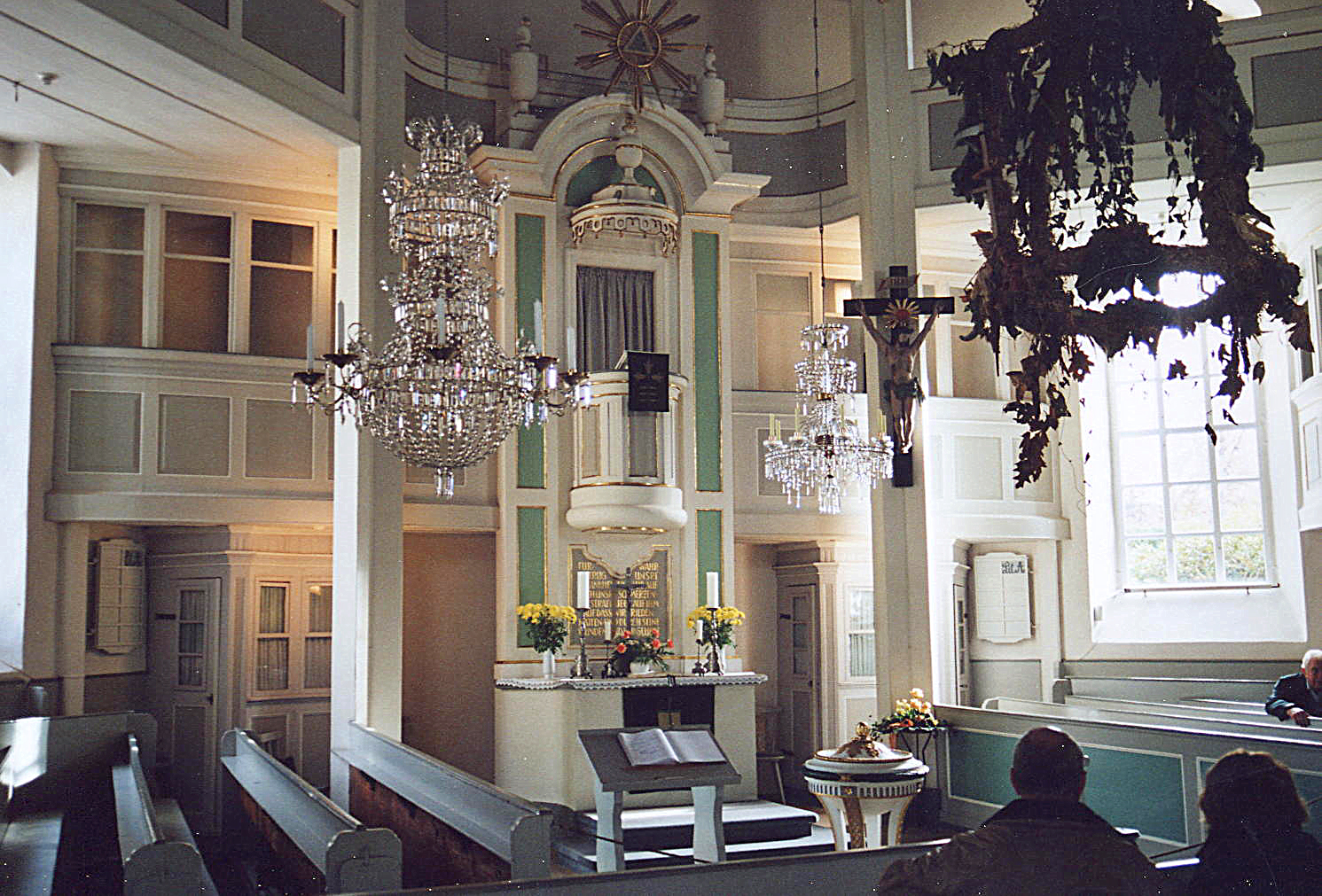
Innenraum der Kirche

Die zwischen 1776 und 1779 erbaute Seiffener Kirche prägt das Ortsbild, seitdem die Bergkapelle aus der Zeit um 1570 wegen Baufälligkeit abgerissen wurde. Das nach einem Plan von Christian Gotthelf Reuther (1742–1795) in Anlehnung an die Dresdner Frauenkirche errichtete Gotteshaus weist einen für eine Dorfkirche ungewöhnlichen achteckigen Grundriss auf. Über dem Eingang der Kirche, die als ein Zeugnis der Frömmigkeit der Bergleute gilt, befindet sich die Weihinschrift: „Zur Ehre Gottes und zum Heil der Menschen“. Auf der Wetterfahne der Kirche steht eine aus Bronze gegossene Bergmannsfigur, die auf den Zinnbergbau verweist. 1833 wurde Seiffen eigenständige Parochie.
Das Holzwarengewerbe, welches 1810 um das Reifendrehen erweitert wurde, entwickelte sich bis zur ersten Hälfte des 19. Jahrhunderts zum bestimmenden Wirtschaftsfaktor Seiffens. 1771 waren in diesem Bereich 27 Personen tätig, 1800 schon 110 Personen. 1834 waren im Ort 310 zinszahlende Drechsler, 205 Gehilfen und etwa 750 mithelfende Familienangehörige registriert und 1868 verdienten 937 von 1.438 Einwohnern ihren Lebensunterhalt mit der Spiel- und Holzwarenherstellung.
Der ab den 1780er Jahren nur noch schwach betriebene Bergbau endete 1855; das Schönbergsche Vasallenbergamt wurde bereits 1849 aufgelöst

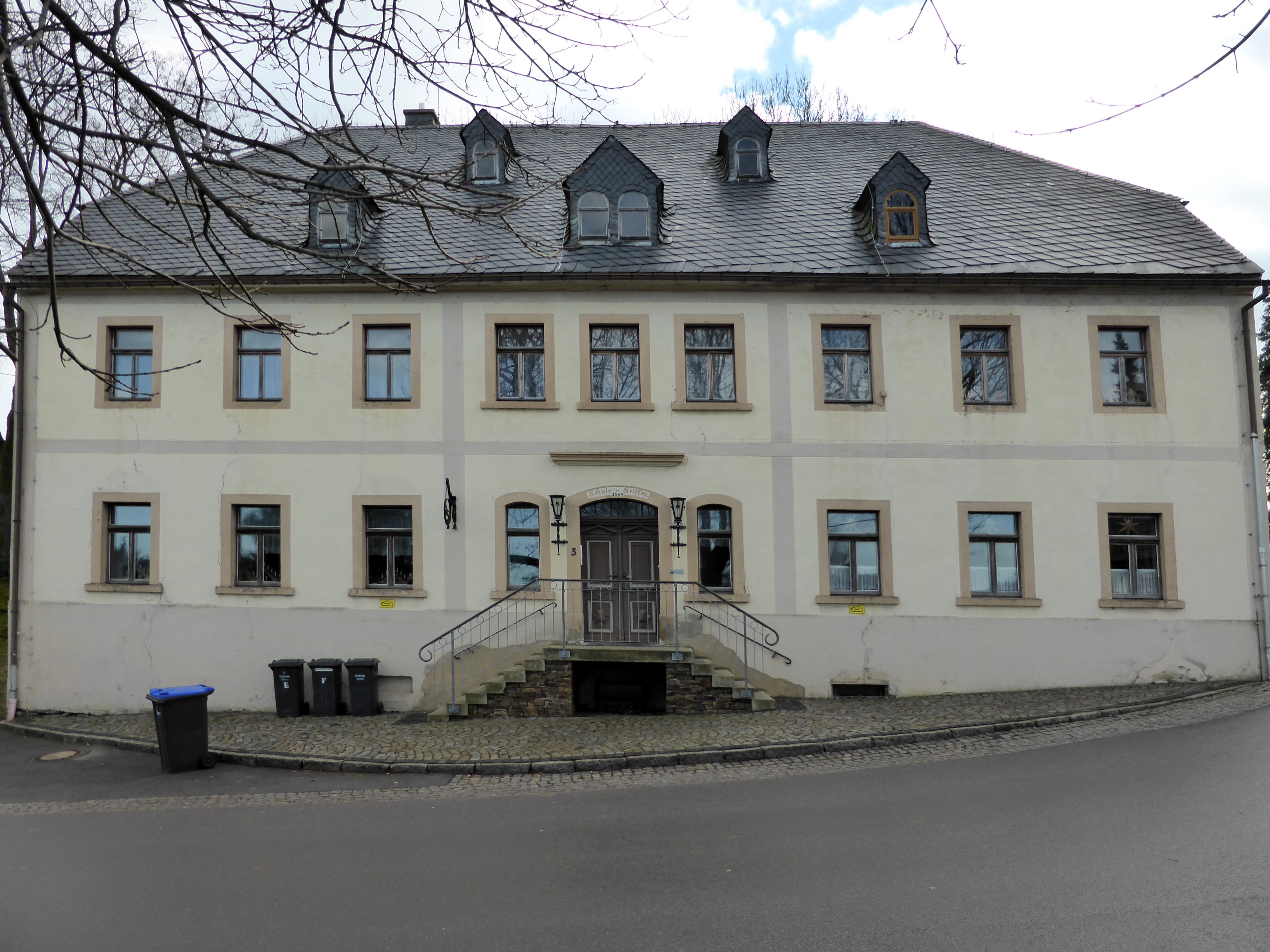
Historische Schule von 1864

1852 entstand eine staatliche Spielwarenfachschule, 1863 wurden im Ortsteil Steinhübel und 1864 in Seiffen eine Schule errichtet. 1875 wurde die Freiwillige Feuerwehr gegründet. Mit dem Bahnhof Dittersbach-Seiffen an der Bahnstrecke Pockau-Lengefeld–Neuhausen erhielt der Ort im Jahr 1895 Eisenbahnanschluss.
Seit Anfang des 20. Jahrhunderts stellten die Seiffener Spielzeugmacher immer mehr miniaturisierte Figuren, Häuser und Fahrzeuge. Kleinstspielzeug wurde sogar in Zündholzschachteln angeboten. Ursächlich für diesen Trend waren neben steigenden Holzpreisen veränderte Zollbestimmungen wichtiger Importländer, die Gewichtszölle anstelle von Warenwertzöllen einführten. Schweren, sperrigen Großspielzeugen war damit eine Ausfuhr stark erschwert. In Seiffen machte sich besonders der Verleger H. E. Langer um die Förderung des Prozesses der Miniaturisierung verdient.
1909 erhielt Seiffen ein neues Schulgebäude (2012 abgebrochen), und 1912 wurde der Ort an das Elektrizitätsnetz angeschlossen. 1919 gründete sich der Wirtschaftsverband der Erzgebirgischen Spielwarenverfertiger. Das Rathaus wurde 1927 eingeweiht.
Zu Beginn der Zeit des Nationalsozialismus im Frühjahr 1933 besetzte ein SA-Sturm das Arbeitersportheim, der dort politische Gegner der Hitlerdiktatur inhaftierte und folterte, bevor sie in andere Gefängnisse und Lager verschleppt wurden. Ein 1948 gesetzter Gedenkstein vor dem Hotel Nußknackerbaude erinnert an den SA-Terror.
Im Jahre 1934 wurde die Freilichtbühne eröffnet. Die von Max Schanz entworfenen Striezelkinder erhielten auf der Pariser Weltausstellung von 1937 eine Goldmedaille. Am 1. April 1939 wurden die beiden Gemeinden Seiffen und Heidelberg zur neuen Gemeinde Seiffen im Erzgebirge zusammengeschlossen. Das hatte zur Folge, dass Oberseiffenbach (ohne Oberlochmühle) sowie die Ortsteile Wettinhöhe und Seiffen-Grund der Gemeinde Niederseiffenbach und die Ortsteile Wetzelhübel (bisher Deutschneudorf) und Glashütte Heidelbach (bisher Neuhausen) eingemeindet wurden. Seit 1943 hatte der Ortsteil Heidelberg erstmals einen Kindergarten.
Seiffen war 2011 mit rund 6,5 Millionen Euro Schulden belastet, die vor allem für Baumaßnahmen wie ein Freizeitbad in den 1990er Jahren aufgenommen wurden. Das Sächsische Staatsministerium des Innern stellte 2011 in Aussicht, dass bei Bildung einer Einheitsgemeinde aus den bisher selbständigen Orten Seiffen, Heidersdorf und Deutschneudorf, ein Schuldenerlass in Form einer Niederschlagung erfolgen könnte. Hingegen strebte die Bürgerinitiative Pro Schwartenberggemeinde einen Zusammenschluss mit Neuhausen/Erzgeb. als einer Schwartenberggemeinde und einen damit verbundenen Wechsel in den Landkreis Mittelsachsen an. 
Bei einem Bürgerentscheid am 13. November 2011 lehnten 55 % der Seiffener Bürger eine Fusion mit Neuhausen ab. Zuvor hatte das Sächsische Staatsministerium des Innern bereits verlautbart, dass eine Gemeindefusion über die bestehenden Kreisgrenzen nicht genehmigungsfähig sei.
Seiffen führt seit 1956 den Zusatz Kurort und ist ein staatlich anerkannter Erholungsort.

### Glashütte Heidelbach

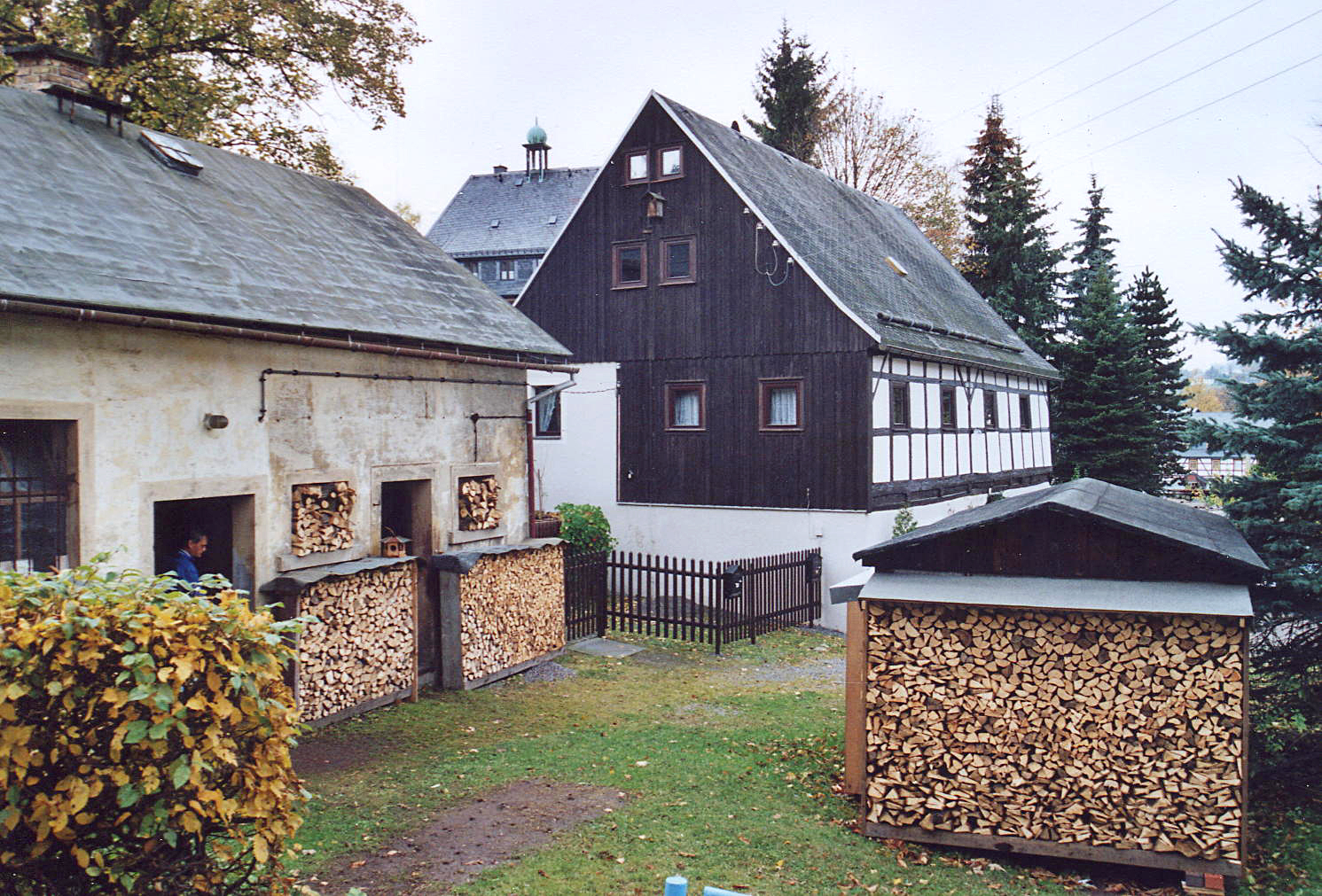
Typischer Haushof in Seiffen

Die Traditionen der Glasmacherei im Seiffener Winkel gehen bis in die Zeit um 1200 zurück. Seitdem arbeiteten Glashütten fast ununterbrochen im Frauenbachtal, am Ahornberg und in der Zankheide (Oberseiffenbach). Das Neuhausener Kirchenbuch von 1666 datiert die Gründung einer Glashütte in Heidelbach auf das Jahr 1488. Der Gründer soll ein Mitglied der Glasmacherfamilie Preußler gewesen sein. Die Hütte produzierte einfaches Gebrauchsglas, aber auch Hohl- und Flachgläser. Seit etwa 1570 wurden Gläser mit Emailmalerei und nach 1650 mit Glasschliff veredelt. Grundeigentümer und anfänglicher Förderer der Hütte war die auf Schloss Purschenstein sitzende Familie von Schönberg, der die Hütte beachtliche Gewinne einbrachte. Die Heidelbacher Glashütte lieferte ihre Erzeugnisse in die nähere Umgebung, aber auch in die Städte Marienberg, Freiberg und Dresden sowie an den Dresdner Hof und an die Hofkellereien in Moritzburg, Torgau und Annaburg. 1634 brannte die Heidelbacher Glashütte nieder. Der Hüttenmeister Nicol Preußler III. errichtete um 1650 einen Neubau (untere Hütte), ließ aber auch die alte Hütte (obere Hütte) wieder aufbauen. Geborgene Produktionsreste lassen darauf schließen, dass sich die untere Hütte auf die Herstellung von künstlerisch wertvollen Gläsern und die obere Hütte auf Gebrauchsglas spezialisierte. Die Siedlung um die Glashütte wurde 1659 erstmals mit Heidelbach genannt. Hier siedelten nach dem Dreißigjährigen Krieg auch böhmische Glasmacher.
1714 brannte die untere Glashütte ab. Der Brand brachte die Familie Preußler in finanzielle Schwierigkeiten. So wurde die Brandstätte an den Berg- und Kammerrat Michael Nehmitz verkauft. Nehmitz hatte im Auftrag des Kurfürsten die Arbeiten des Johann Friedrich Böttger zur Porzellanherstellung überwacht und war erster Direktor der Porzellanmanufaktur Meißen. Die von Böttger bei seinen Versuchen benutzten Glasgeräte stammten wahrscheinlich auch aus der Heidelbacher Hütte. Dies geht aus einer Akte hervor, die besagt, dass die Gläser aus einer Glashütte stammten, die nahe der Saigerhütte Grünthal liege. Nach dem Niedergang der Glashütten in Marienberg und Rübenau war die Heidelbacher die einzige verbliebene Hütte im Osterzgebirge. Unter Nehmitz wurden umfangreiche Versuche zur Herstellung farbiger Gläser und zum Porzellan vorgenommen. 1721 erwarb er auch die obere Hütte. Ein Jahr später übertrug er beide Glashütten seiner Frau Sophie Dorothea geb. Lichtwer.
Auch der sich in der zweiten Hälfte des 18. Jahrhunderts verstärkende Holzmangel führte um 1770 zum Abbruch der oberen Hütte. Versuche, Steinkohle als Heizmaterial zu verwenden, verliefen erfolglos. Nach der Verkleinerung Sachsens durch den Wiener Kongress war die Heidelbacher Hütte die einzige Glashütte in ganz Sachsen. Eine Umwandlung in eine moderne Kristallfabrik, die auch der Oberberghauptmann Heinrich von Trebra und der Freiberger Chemiker und Hüttenkundler Wilhelm August Lampadius unterstützten, scheiterte jedoch. Da auch die Produktion der unteren Hütte immer unrentabler wurde, stellte man auch hier die Produktion 1827 ein, riss die Hütte 1834 und das Herrenhaus 1843 ab. Zu diesem Zeitpunkt zählte die kleine Siedlung 109 Einwohner (1834). Auf den Grundmauern der Niederlage (Lager) der Glashütte entstand das Gasthaus Glashütte, das bis 1992 betrieben wurde. Es dient heute als Wohnhaus. Das Areal der ehemaligen Glashütte Heidelbach kam am 1. April 1939 von Neuhausen/Erzgeb. zu Seiffen (die Siedlung ist heute wieder ein Ortsteil Neuhausens).

### Namen und Namensformen
Der Name des Ortes geht auf die bergmännische Tätigkeit des Auswaschens von Zinn aus einer Seifenlagerstätte zurück. Die erste urkundliche Erwähnung erfolgte 1324 als Cynsifen in einer Belehnungsurkunde von Markgraf Friedrich II. für das unweit gelegene Sayda und die Burg Purschenstein. Auch 1451 ist der Bezug zum Zinn in der Nennung als Czenseyffen noch gegeben. Spätere Namensformen erfolgen dann ohne einen Bezug zum Zinn in der Form Seyffin (1486), Seuffen (1696), Seyffen (1754) und Seyfen (1760). Die heutige Schreibweise Seiffen wird 1787 genannt. 1939 wird der Ort als Seiffen i. Erzgeb. genannt. Die bis heute gebräuchliche Abkürzung Erzgeb. bezieht sich auf das Erzgebirge.

### Einwohnerentwicklung
| Seiffen | Heidelberg | Oberseiffenbach                                                                                               | Niederseiffenbach                                                                |
| --- | --- | --- | -------------------------------------------------------------------------------- |
| - 1486: ca. 65 - 1551: 146 - 1576: 165 - 1602: 175 - 1618: 240 - 1648: 280 - 1660: 380 - 1799: 470 - 1834: 1000 - 1871: 1453 - 1890: 1441 - 1910: 1437 - 1925: 1479 - 1939: 1555 - 1946: 4534 - 1971: 3980 - 1989: 3725 - 2012: 2346 | - 1656: 6 - 1658: ca. 20 - 1680: 73 - 1787: 108 - 1821: 1133 - 1834: 1349 - 1871: 1990 - 1890: 1967 - 1910: 1742 - 1925: 1872 - 1939: 2053 | - 1666: ca. 40 - 1680: 92 - 1801: 265 - 1834: 384 - 1871: 611 - 1890: 695 - 1910: 682 - 1925: 659 - 1939: 639 | - 1647: vermutlich 2 - 1834: 412 - 1871: 563 - 1890: 508 - 1910: 784 - 1925: 808 |

Statistische Angaben von 1990 bis 2007
Quelle: Amtsblatt des Kurortes Seiffen Ausgabe: Februar 2008
| Jahr | Gesamt | Männlich | Weiblich | Ausländer | Geburten | Sterbefälle | Ehen | Kita | Hort | Grundschule | Mittelschule |
| ---- | ------ | -------- | -------- | --------- | -------- | ----------- | ---- | ---- | ---- | ----------- | ------------ |
| 1990 | 3490   | 1750     | 1740     | 0         | 65       | 47          | 22   | 1361 | 120  | 217         | 280          |
| 1995 | 3020   | 1490     | 1530     | 5         | 19       | 36          | 16   | 86   | 75   | 176         | 297          |
| 2000 | 2847   | 1433     | 1414     | 3         | 22       | 32          | 16   | 103  | 47   | 109         | 4372         |
| 2001 | 2809   | 1420     | 1389     | 3         | 18       | 31          | 16   | 91   | 47   | 114         | 396          |
| 2002 | 2761   | 1401     | 1360     | 2         | 20       | 28          | 14   | 89   | 45   | 115         | 331          |
| 2003 | 2726   | 1376     | 1350     | 2         | 20       | 32          | 12   | 94   | 64   | 133         | 278          |
| 2004 | 2682   | 1351     | 1331     | 2         | 17       | 33          | 19   | 104  | 73   | 144         | 230          |
| 2005 | 2690   | 1365     | 1325     | 12        | 16       | 29          | 16   | 103  | 80   | 158         | 152          |
| 2006 | 2634   | 1340     | 1294     | 13        | 17       | 25          | 32   | 89   | 81   | 161         | 79           |
| 2007 | 2603   | 1319     | 1284     | 7         | 20       | 23          | 20   | 87   | 83   | 163         | 03           |

1 = ohne Krippe und Kindergarten Oberseiffenbach

2 = Auflösung Mittelschule Neuhausen

3 = Schließung der Mittelschule zum Ende des Schuljahres 2006/2007

## Politik

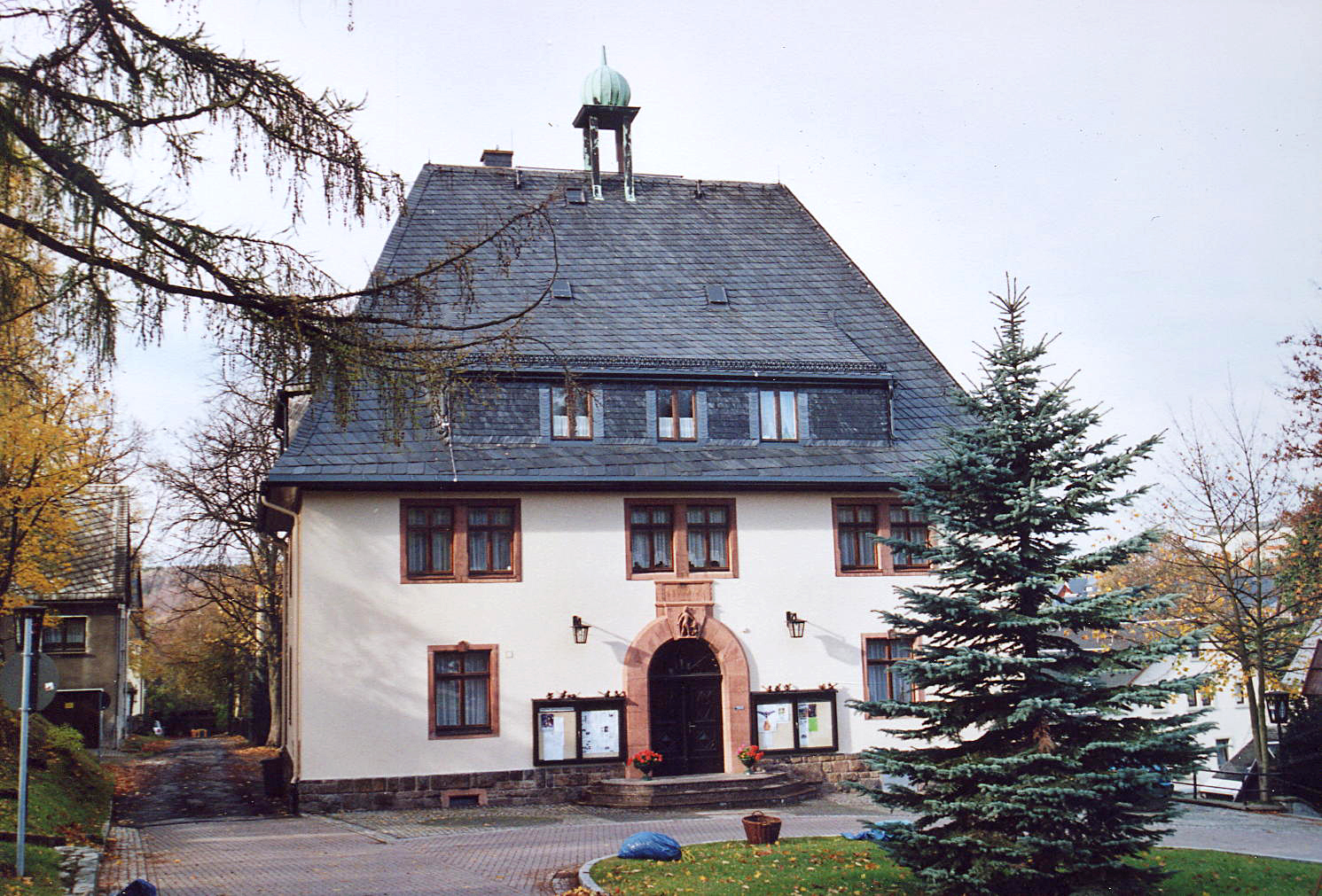
Das Seiffener Rathaus

- HWV: 3
- WV F: 2
- FDP: 1
- CDU: 6

Die Handwerkervereinigung kann zwei Sitze nicht besetzen. Der Gemeinderat verkleinert sich entsprechend.

### Gemeinderat
Seit der Gemeinderatswahl am 9. Juni 2024 verteilen sich die 12 Sitze des Gemeinderates folgendermaßen auf die einzelnen Gruppierungen:
- CDU: 6 Sitze
- Handwerkervereinigung (HWV): 3 Sitze (zwei Sitze bleiben mangels Kandidaten unbesetzt)
- Wählervereinigung Feuerwehr (WV F): 2 Sitze
- FDP: 1 Sitz

| Liste                       | 2024   | 2024   | 2019   | 2019   | 2014   | 2014   |
| Liste                       | Sitze  | in %   | Sitze  | in %   | Sitze  | in %   |
| --------------------------- | ------ | ------ | ------ | ------ | ------ | ------ |
| CDU                         | 6      | 42,7   | 9      | 63,2   | 8      | 68,3   |
| Handwerkervereinigung       | 3      | 34,4   | –      | –      | –      | –      |
| Wählervereinigung Feuerwehr | 2      | 16,9   | 2      | 18,9   | 2      | 15,5   |
| FDP                         | 1      | 6,0    | 2      | 17,9   | 2      | 16,2   |
| Wahlbeteiligung             | 72,9 % | 72,9 % | 67,0 % | 67,0 % | 59,8 % | 59,8 % |

### Bürgermeister
Im September 2013 wurde Martin Wittig zum Bürgermeister gewählt. Im September 2020 wurde Bürgermeister Wittig mit 678 Stimmen von 718 abgegebenen gültigen Stimmen wiedergewählt.
| Wahl | Bürgermeister      | Vorschlag       | Wahlergebnis (in %) |
| ---- | ------------------ | --------------- | ------------------- |
| 2020 | Martin Wittig      | Wittig          | 94,4                |
| 2013 | Martin Wittig      | Wittig          | 76,2                |
| 2008 | Heinz Seidler      | FDP             | 50,2                |
| 2001 | Wolfgang Schreiter | Einzelvorschlag | 53,9                |
| 1994 | Johannes Glöckner  | parteilos       | 79,7                |

### Verwaltung
Mit Deutschneudorf und Heidersdorf bildet Seiffen eine Verwaltungsgemeinschaft, in der die Kommune als erfüllende Gemeinde agiert und Verwaltungsleistungen auch für die beiden Mitgliedsgemeinden erbringt.

### Partnerstädte
Seit 1991 besteht eine Partnerschaft mit der Gemeinde Bruck in der Oberpfalz.
Weiterhin wird eine Partnerschaft mit der Stadt Hilchenbach in Nordrhein-Westfalen unterhalten. 
Seit 2023 besteht eine Partnerschaft mit der Stadt Carmel in Indiana, Vereinigte Staaten von Amerika.

## Kultur und Sehenswürdigkeiten

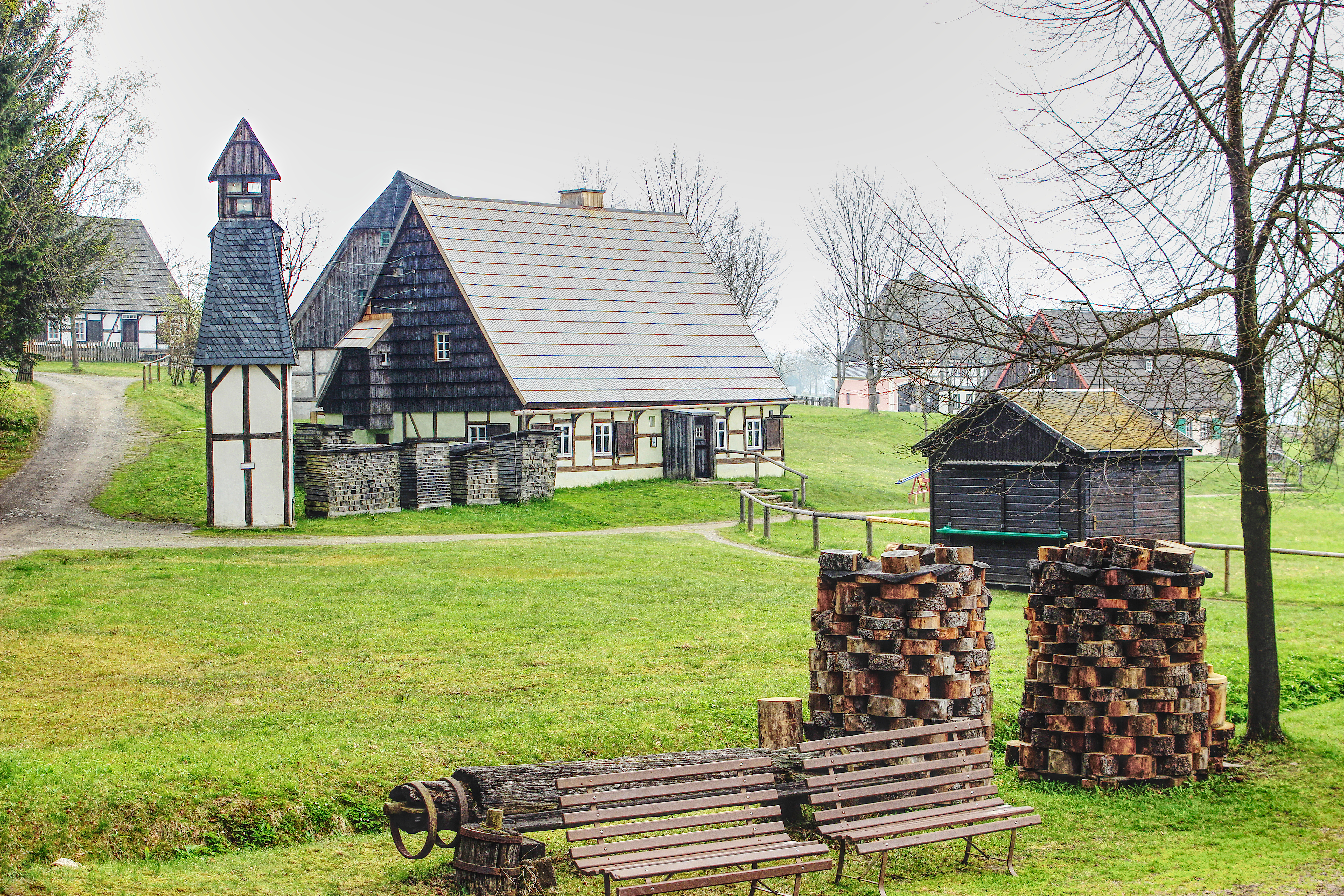
Gebäudeensemble im Freilichtmuseum

### Natur und Sport
- Schwartenberg 789 m
- Binge
- Heidengraben, im 16. Jahrhundert für den Bergbau angelegter Kunstgraben
- Sommerrodelbahn
- Motocross Strecke „Am Reicheltberg“

### Naturschutz
- Siehe auch: Liste der Naturdenkmale in Seiffen/Erzgeb.

### Museen
- Erzgebirgisches Spielzeugmuseum Seiffen: Das 1953 eröffnete Museum zeigt die Entwicklung des erzgebirgischen Holzspielzeugs von seinen bergmännischen Wurzeln bis hin zur weltbekannten Handelsware. Seit 1973 ist dem Museum ein Freilichtmuseum angegliedert, dessen Gebäudekomplex anhand verschiedener Häuser und Werkstätten das erzgebirgische Alltagsleben der letzten Jahrhunderte dokumentiert.
- Privatmuseum Spielzeugland Max Hetze Seiffen: Im ältesten Geschäft Seiffens wurde zum 125. Geburtstag dieses Spielwarenverlages im Jahre 1991 ein Museum eröffnet, das hunderte von Exponaten aus Seiffener Produktion der letzten 100 Jahre zeigt, die sich in den alten Beständen des Verlages erhalten haben.

### Bauwerke
- Evangelisch-lutherische Kirche: Nach einer erstmals um 1570 nachgewiesenen Kapelle wurde von 1776 bis 1779 nach einem Plan von Christian Gotthelf Reuther eine spätbarocke Kirche mit achteckigem Grundriss (Oktogonkirche) gebaut. Die Weihe erfolgte durch Christoph Gottlob Grundig.
- Baude auf dem Schwartenberg,[28] 1936 vom Erzgebirgs-Verein errichtet

### Tourismus
Durch Seiffen verlaufen der Europäische Fernwanderweg E3, der Bergwanderweg Eisenach–Budapest EB, der Kammweg Erzgebirge–Vogtland und der Wanderweg der Deutschen Einheit von Görlitz nach Aachen.
Seiffen liegt an dem am 18. April 2015 eröffneten Glockenwanderweg.
Oberhalb des Spielzeugdorfes befindet sich der Camping- und Ferienpark Regenbogen Seiffen.

### Regelmäßige Veranstaltungen
- Erzgebirgs-Bike-Marathon: Der Mountainbike-Marathon wird seit 1993 jährlich ausgetragen und ist die erste in Deutschland in diesem Format stattfindende Veranstaltung. In den letzten Jahren nahmen regelmäßig mehr als eintausend Starter an dem Wettbewerb teil.
- Weihnachtsmarkt: Seit 1990 findet jährlich der Seiffener Weihnachtsmarkt statt. Zu den Höhepunkten zählt die Eröffnung am 1. Adventssamstag mit dem Festumzug, an dem unter anderen die Kindertrachtengruppe Lebendiges Spielzeug und die Bergknappschaft Seiffen teilnehmen. Ein weiterer Höhepunkt ist die große Bergparade am dritten Adventssamstag, wo ebenfalls die Kindertrachtengruppe und viele Bergknappschaften mitwirken.

## Wirtschaft

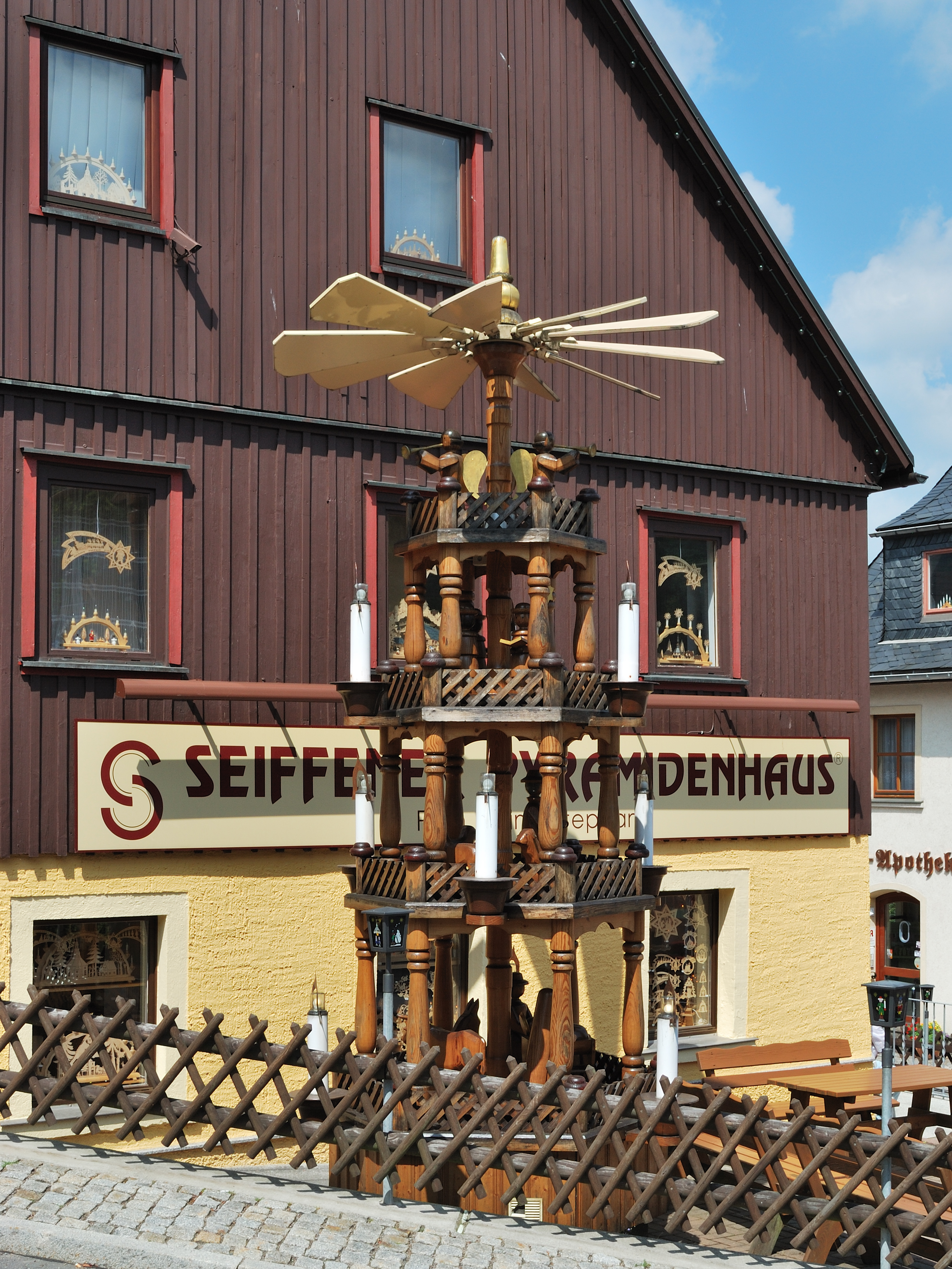
Seiffener Pyramidenhaus, eine der zahlreichen Verkaufsstätten erzgebirgischer Volkskunst

Die Wirtschaftsstruktur Seiffens wird vom Tourismus und der Herstellung und dem Vertrieb traditioneller erzgebirgischer Volkskunsterzeugnisse geprägt.
Innerhalb des Erzgebirges ist Seiffen eine zentrale Produktions- und Verkaufsstätte von Holzspielwaren und wird deshalb auch als Spielzeugwinkel bezeichnet. Über 140 Handwerksbetriebe und Volkskunsthersteller haben sich zur Dregeno, der Genossenschaft der Drechsler, Bildhauer, Holz- und Spielwarenhersteller zusammengeschlossen. Die Herstellung der Volkskunstprodukte erfolgt überwiegend in klein- und mittelständischen Werkstätten, Familien- und Handwerksbetrieben. Einzelne Unternehmen wie die Erzgebirgische Volkskunst Richard Glässer GmbH Seiffen zählen aber auch bis zu 100 Beschäftigte.
Produktion und Verkauf von Volkskunstprodukten prägen das Erscheinungsbild der Gemeinde, entlang der Hauptstraße reihen sich zahlreiche Schauwerkstätten und Volkskunstgeschäfte. Während der Adventszeit wird Seiffen an Wochenenden von bis zu 30.000 Menschen besucht. Das Erzgebirgische Spielzeugmuseum Seiffen zählt pro Jahr etwa 50.000 Besucher.
Im intraregionalen Vergleich ist die Wirtschaft Seiffens jedoch nicht zuletzt aufgrund der verkehrlich abseitigen Lage als eher strukturschwach zu charakterisieren. Dies belegt auch die Entwicklung wirtschaftlicher Kennzahlen in den letzten Jahren. So hat sich die Zahl der in der Gemeinde vorhandenen sozialversicherungspflichtigen Arbeitsplätze zwischen 2000 und 2011 fast halbiert. Bei diesem Schrumpfungsprozess ging auch die Zahl der Beschäftigten im verarbeitenden Gewerbe zurück, allerdings bei weitem nicht so stark, wie die der beschäftigten Arbeitnehmer insgesamt. Gleichzeitig ist seit 2005 aber auch eine Reduzierung der Zahl der Arbeitslosen zu verzeichnen.
Im Tourismus hatten sich sowohl die Ankünfte als auch die Übernachtungen zwischen 2000 und 2007 deutlich rückläufig entwickelt. Seitdem ist hier aber wieder ein deutliches Wachstum zu verzeichnen. Mittlerweile (2014) wurde das Niveau des Jahres 2000 überschritten. Neben dem Holzkunsthandwerk ist der Tourismus gleichwohl die Hauptsäule der lokalen Wirtschaft. Die Tourismusintensität (Indikator für die relative Bedeutung des Tourismus) war 2014 mit etwa 35 Übernachtungen je Einwohner 7-mal so hoch, wie durchschnittlich im Erzgebirgskreis (etwa 5 Übernachtungen je Einwohner).
| Jahr | Sozialversicherungspflichtig Beschäftigte am Arbeitsort | Im Bergbau und verarbeitenden Gewerbe tätige Personen | Arbeitslose | Ankünfte | Übernachtungen | Steuereinnahmekraft je Einwohner (€) | Schulden je Einwohner (€) |
| ---- | ------------------------------------------------------- | ----------------------------------------------------- | ----------- | -------- | -------------- | ------------------------------------ | ------------------------- |
| 2000 | 1.335                                                   | 322                                                   | 164         | 28.789   | 77.726         | 199                                  | 1.433                     |
| 2005 | 910                                                     | 343                                                   | 239         | 24.682   | 61.330         | 287                                  | 1.421                     |
| 2007 | 792                                                     | 299                                                   | 199         | 21.728   | 52.839         | 403                                  | 1.334                     |
| 2009 | 779                                                     | 271                                                   | 140         | 22.619   | 57.997         | 361                                  | 1.236                     |
| 2011 | 785                                                     | 249                                                   | 93          | 27.812   | 72.841         | 391                                  | 1.062                     |
| 2014 | 786                                                     | 264                                                   | 70          | 30.769   | 78.976         | 412                                  | 1.007                     |

Quelle: Bundesagentur für Arbeit – Übersicht für Gemeinden/Jahreszahlen (Zahl der Arbeitslosen), restliche Daten: Statistisches Landesamt Sachsen – Gemeindestatistik Sachsen

## Infrastruktur

### Verkehr

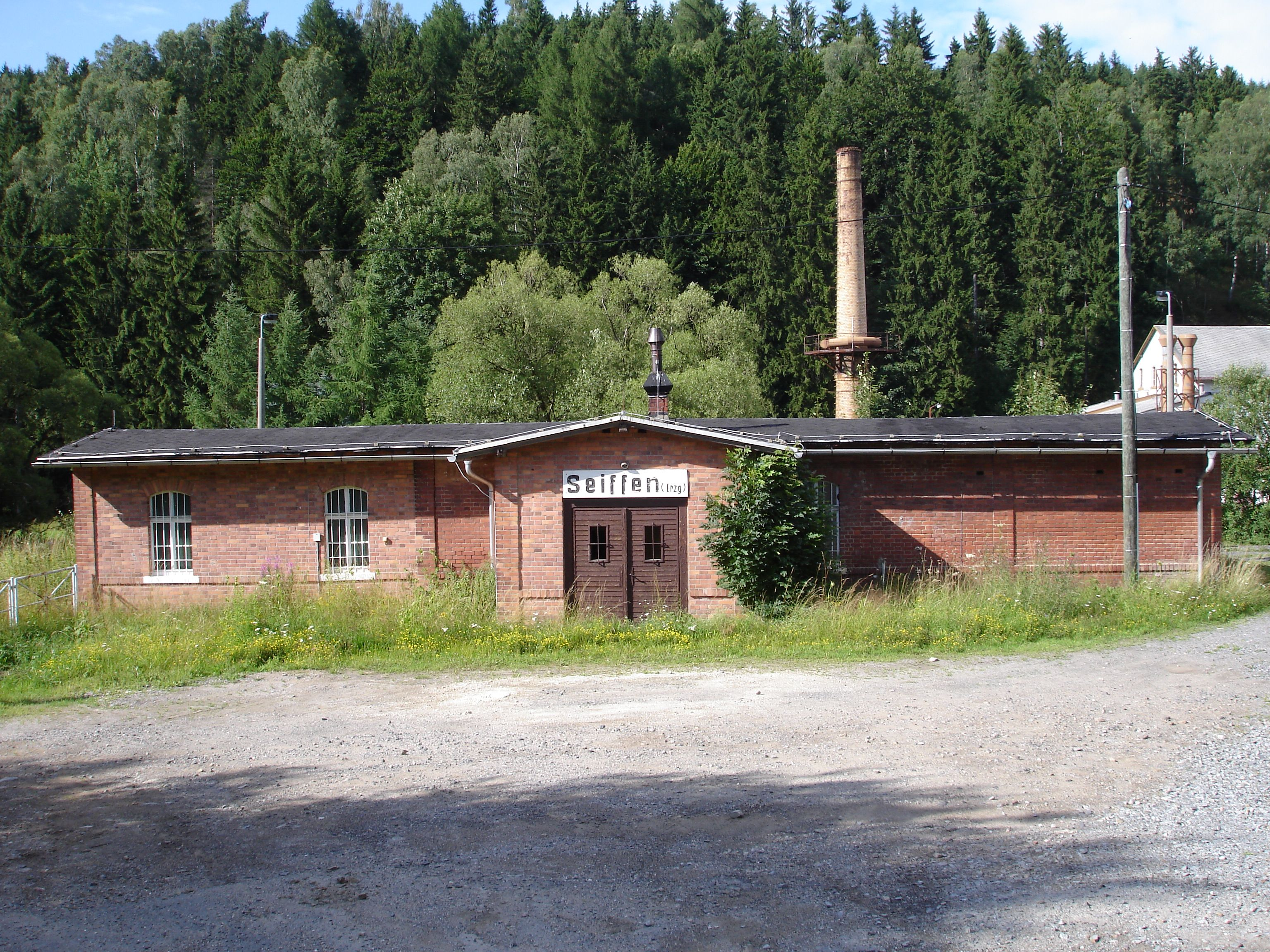
Haltepunkt Seiffen (Erzgeb) an der Flöhatalbahn (2008)

- Der Kurort Seiffen ist durch seine Lage in der Grenzregion und die weite Entfernung zu den Autobahnen A 4 und A 72 hinsichtlich der Anbindung an die Verkehrsinfrastruktur eher benachteiligt.
- Ein großer Fortschritt zur Verbesserung der Anbindung an das tschechische Nachbarland war die Eröffnung des Straßengrenzübergangs zwischen dem nahe gelegenen Deutscheinsiedel und Mníšek im Jahr 2002.
- Der außerhalb des Ortes an der Flöhatalbahn Flöha–Pockau-Lengefeld–Neuhausen liegende Bahnhof Seiffen (Erzgeb) wird seit 2001 im Schienenpersonennahverkehr nicht mehr bedient. Seit 2023 ist die Strecke stillgelegt.

### Bildung
- Holzspielzeugmacher- und Drechslerschule Seiffen (Außenstelle des Berufsschulzentrums Zschopau)

## Persönlichkeiten

### Söhne und Töchter der Gemeinde
- Hellmut Bilz (1924–2008), Museologe, Ethnograph und Heimatforscher
- Friedrich Wilhelm Füchtner (1844–1923), Volkskünstler, Erfinder des Nussknackers als Drechselfigur
- Auguste Müller (1847–1930), Volkskünstlerin, Schnitzerin und Männelmacherin, die völlig verarmt in Seiffen starb und erst nach ihrem Tod Kultstatus erreichte
- Karl Müller (Männelmacher) (1879–1958)
- Willy Reichelt (1880–1946), Politiker (NSDAP)

### Personen, die mit Seiffen in Verbindung stehen
- Max Schanz (1895–1953), Lehrer und Direktor der Spielwarenfachschule, Maler
- Johannes Eichhorn (1904–1993), Heimatforscher, Volkskundler und Naturschutzbeauftragter
- Konrad Auerbach (* 1958), Kunsthistoriker, Direktor des Erzgebirgischen Spielzeugmuseums Seiffen
- Tino Günther (* 1962), Politiker, wurde 1990 Ortsvorsitzender der FDP, 2004–2014 Landtagsabgeordneter